# Limnatis
Limnatis (gr. Λιμνάτης) – wieś w Republice Cypryjskiej, w dystrykcie Limassol. W 2011 roku liczyła 314 mieszkańców.